# 타일러 코핀
타일러 코핀(Tyler Coppin, 1956년 11월 9일 ~ )은 오스트레일리아의 배우, 극작가, 텔레비전 배우이다.
로즈빌에서 태어났다.

## 영화
- 윈체스터 (2018년)
- 시간을 거꾸로 사는 오토 블룸의 삶과 죽음 (2016년)
- 핵소 고지 (2016년) - 린치 버그 박사 역
- 타임 패러독스 (2014년) - Dr. 하인라인 역
- 사고 연발 (2009년)
- 나이트메어 앤 드림스케이프 (2006년)
- 파스케이프 (1999년)
- 팻시 클라인의 노래 (1997년)
- 심해의 습격자 (1996년)
- 은행털러 간 사나이 (1993년)
- 더 서바이버 (1981년)
- 매드 맥스 2 (1981년)